# 自由對象
在數學中，自由對象是抽象代數中的基本概念。就其通於各種代數結構（帶有限操作）而言，它也屬泛代數的一支，例子包括自由群、張量代數與自由格。在範疇論的框架下，可以將自由對象推廣為自由函子，這是遺忘函子的左伴隨函子。

## 自由函子
範疇論為自由對象提供了普遍框架。考慮一種代數結構（如群、模等等）的範疇{\displaystyle {\mathcal {C}}}。其上具有一個遺忘函子{\displaystyle U:{\mathcal {C}}\to \mathbf {Set} }，此函子將一個對象映至其下的集合；換言之，此函子「遺忘」所有代數操作。
若{\displaystyle U}有左伴隨函子{\displaystyle F:\mathbf {Set} \to {\mathcal {C}}}，則稱之為{\displaystyle {\mathcal {C}}}的自由函子。{\displaystyle F(X)}可以設想為由集合{\displaystyle X}生成的自由對象，此時也有映射{\displaystyle X\to F(X)}（在此濫用了符號：其實{\displaystyle F(X)}是個代數結構，而{\displaystyle X}卻是集合），此映射可理解為從生成元到自由對象的包含映射。
對於更一般的遺忘函子，也能考慮相應的自由函子，例如從{\displaystyle k}-向量空間映至其張量代數的函子，便是從{\displaystyle k}-代數映至{\displaystyle k}-向量空間的遺忘函子之左伴隨函子。在此意義下，張量代數有時也稱為自由代數。

## 例子
- 自由半群
- 自由么半群
- 自由群
- 自由阿貝爾群
- 自由模
- 自由格
- 自由代數